# Rathayibacter toxicus
Espèce
Rathayibacter toxicus (syn. Clavibacter toxicus) est une bactérie phytopathogène connue pour provoquer une maladie du bétail, la  toxicose du ray-grass annuel, commune en  Australie-Méridionale et en  Occidentale,.

## Étymologie
Le nom générique, Rathayibacter, est un hommage à E. Rathay, phytopathologiste qui isola en premier des souches de ce genre de bactéries, avec le suffixe « -bacter » qui signifie « bâtonnet » en latin.
L'épithète spécifique, toxicus, dérive d'un terme latin signifiant « poison », en référence à la capacité de Rathayibacter toxicus de produire des corynetoxines.

## Nomenclature
L’espèce initialement décrite sous le nom Clavibacter toxicus Riley & Ophel 1992 a été déplacée dans le genre Rathayibacter par Sasaki et al. 1998.